# Списак добитника Нобелове награде за књижевност
Нобелову награду за књижевност (швед. Nobelpriset i litteratur) сваке године додељује Шведска академија за изузетан допринос у области књижевности. То је једна од пет Нобелових награда установљених тестаментом Алфреда Нобела из 1895. године, које се додељују за изузетан допринос у хемији, физици, књижевности, миру и физиологији или медицини. Како је одређено Нобеловим тестаментом, надлежност над наградом има Нобелова фондација, а додељује је Шведска академија. Сваки добитник добија медаљу, диплому и новчану награду чији је износ варирао током година. Први лауреат Сили Придом је 1901. добио 150.782 шведских круна, што је еквивалентно 8.823.637,78 шведских круна у јануару 2018. Награда се додељује у Стокхолму на церемонији 10. децембра, на годишњицу Нобелове смрти.
До 2023. Нобелова награда за књижевност је додијељена 120 пута. Осамнаест жена добило је Нобелову награду за књижевност, што је други највећи број добитница, иза Нобелове награде за мир. Жене које су добиле Нобелову награду за књижевност су Селма Лагерлеф, Грација Деледа, Сигрид Унсет, Перл Бак, Габријела Мистрал, Нели Закс, Надин Гордимер, Тони Морисон, Вислава Шимборска, Елфриде Јелинек, Дорис Лесинг, Херта Милер, Алис Манро, Светлана Алексијевич, Олга Токарчук, Луиз Глик и Ани Ерно. Остали добитници су мушкарци.
Од 2023. било је 29 лауреата Нобелове награде за књижевност којима је матерњи енглески, потом 16 говорника француског и 14 немачког. Највећи број нобеловаца којима је додијељена награда за књижевност је из Француске.
Нобелова награда није једина мера књижевне успешности и трајности. Следећи људи, на пример, нису добили Нобелову награду иако су за њу били номиновани: Ана Ахматова, Антонен Арто, Хорхе Луис Борхес, Бертолт Брехт, Антон Чехов, Џозеф Конрад, Хулио Кортазар, Жак Дерида, Теодор Драјзер, Роберт Фрост, Ханс-Георг Гадамер, Грејам Грин, Олдус Хаксли, Хенрик Ибзен, Џејмс Џојс, Вилијам Самерсет Мом, Шандор Марај, Артур Милер, Алберто Моравија, Роберт Мусил, Владимир Набоков, Џорџ Орвел, Жорж Амадо, Фернандо Песоа, Џ. Р. Р. Толкин, Езра Паунд, Марсел Пруст, Дејвид Селинџер, Гертруда Стајн, Волас Стивенс, Лав Толстој, Арнолд Тојнби, Марина Цветајева, Марк Твен, Франц Верфел, Тенеси Вилијамс и Вирџинија Вулф.

## Списак
1900. - 1910. - 1920. - 1930. - 1940. - 1950. - 1960. - 1970. - 1980. - 1990. - 2000. - 2010. - 2020.

### 1900-е
| Година | Слика | Име                      | Држава               | језик/ци    | Разлог (из званичног саопштења) | Књижевна врста               |
| ------ | ----- | ------------------------ | -------------------- | ----------- | --- | ---------------------------- |
| 1901.  |       | Сили Придом              | Француска            | француски   | „у посебном признању његове поетске композиције, која сведочи о узвишеном идеализму, уметничком савршенству и реткој комбинацији квалитета и срца и интелекта”                                                 | поезија, есеј                |
| 1902.  |       | Теодор Момзен            | Немачка              | немачки     | „највећи живи мајстор уметности историјског писања, са посебним освртом на његово монументално дело Историја Рима”                                                                                             | историографска и правна дела |
| 1903.  |       | Бјернстјерне Бјернсон    | Норвешка             | норвешки    | „у знак признања његовој племенитој, величанственој и свестраној поезији, која се одувек истицала и свежином инспирације и ретко чистим духом”                                                                 | поезија, роман, драма        |
| 1904.  |       | Фредерик Мистрал         | Француска            | окситански  | „у знак признања за свежу оригиналност и праву инспирацију његовог песничког стваралаштва, која верно одражава природни пејзаж и дух његовог народа, као и за његов значајан рад као провансалског филолога”   | поезија, филологија          |
| 1904.  |       | Хосе Ечегарај и Еизагире | Шпанија              | шпански     | „у знак признања за бројне и сјајне композиције које су, на индивидуалан и оригиналан начин, оживеле велике традиције шпанске драме”                                                                           | драма                        |
| 1905.  |       | Хенрик Сјенкјевич        | Пољска               | пољски      | „за његове изванредне заслуге у епском стваралаштву” | роман                        |
| 1906.  |       | Ђозуе Кардучи            | Италија              | италијански | „не само у знак признања за његову дубоку ученост и критичка истраживања, већ пре свега као одавање почасти креативној енергији, свежини стила и лирској снази које карактеришу његова песничка ремек-дела”    | поезија                      |
| 1907.  |       | Радјард Киплинг          | Уједињено Краљевство | енглески    | „у знак признања за снагу запажања, оригиналност маште, снажне идеје и изузетан наративни таленат који карактеришу стваралаштво овог светски познатог аутора”                                                  | роман, приповетка, поезија   |
| 1908.  |       | Рудолф Кристоф Ојкен     | Немачка              | немачки     | „у знак признања за његову искрену потрагу за истином, продорну моћ мисли, ширину визије и топлину и снагу у презентацији, којима је у својим бројним делима оправдао и развио идеалистичку филозофију живота” | филозофска дела              |
| 1909.  |       | Селма Лагерлеф           | Шведска              | шведски     | „у знак захвалности за узвишени идеализам, живописну машту и духовну перцепцију које карактеришу њена дела” | роман, приповетка            |

### 1910-е
| Година | Слика | Име                     | Држава     | језик/ци  | Разлог (из званичног саопштења) | Књижевна врста                                   |
| ------ | ----- | ----------------------- | ---------- | --------- | --- | ------------------------------------------------ |
| 1910.  |       | Паул Хајзе              | Немачка    | немачки   | „као одавање почасти врхунској уметности, испуњеној идеализмом, што је показао током дуге продуктивне каријере, као лирски песник, драматичар, романописац и аутор светски познатих кратких прича"                                                                                              | поезија, драма, роман, приповетка                |
| 1911.  |       | Гроф Морис Метерлинк    | Белгија    | француски | „у знак захвалности за његове многостране књижевне активности, а посебно за драмска дела, која се одликују богатством маште и поетским фантазијама, које, понекад у обличју бајке, откривају дубоку инспирацију, док на мистериозан начин апелују на читаочеве осећања и подстичу његову машту" | драма, поезија, есеј                             |
| 1912.  |       | Герхарт Хауптман        | Немачка    | немачки   | „првенствено у знак признања за његово плодно, разноврсно и изузетно стваралаштво у области драмске уметности" | драма, роман                                     |
| 1913.  |       | Рабиндранат Тагор       | Индија     | бенгалски | „за његово дубоко осетљиве, свеже и лепе поезије, којом је, врхунски вешто, учинио своје песничке мисли, изражене на енглеском, делом књижевности Запада" | поезија, роман, драма, приповетка, есеј, преводи |
| 1914.  |       | награда није додијељена |            |           | |                                                  |
| 1915.  |       | Ромен Ролан             | Француска  | француски | „као одавање почасти узвишеном идеализму његовог књижевног стваралаштва и саосећању и љубави према истини којима је описао различите типове људских бића" | роман                                            |
| 1916.  |       | Вернер фон Хајденштам   | Шведска    | шведски   | „у знак признања за његов значај као водећег представника нове ере у нашој књижевности" | поезија, роман                                   |
| 1917.  |       | Карл Адолф Гјелеруп     | Данска     | дански    | „за његову разнолику и богату поезију, која је инспирисана узвишеним идеалима" | поезија                                          |
| 1917.  |       | Хенрик Понтопидан       | Данска     | дански    | „за његове аутентичне описе савременог живота у Данској” | роман                                            |
| 1918.  |       | награда није додијељена |            |           | |                                                  |
| 1919.  |       | Карл Шпителер           | Швајцарска | немачки   | „у знак посебне захвалности за његов еп, Olympian Spring" | поезија                                          |

### 1920-е
| Година | Слика | Име                  | Држава    | језик/ци    | Разлог (из званичног саопштења) | Књижевна врста          |
| ------ | ----- | -------------------- | --------- | ----------- | --- | ----------------------- |
| 1920.  |       | Кнут Хамсун          | Норвешка  | норвешки    | „за његово монументално дело, Growth of the Soil" | роман                   |
| 1921.  |       | Анатол Франс         | Француска | француски   | „У признање његових бриљантних књижевних достигнућа, која су обележена племенитошћу стила, дубоким људском саосећањем, грациозношћу и правим галским темпераментом"     | роман, поезија          |
| 1922.  |       | Хасинто Бенавенте    | Шпанија   | шпански     | „за сретан начин на на који је наставио славне традиције шпанске драме"                                                                                                 | драма                   |
| 1923.  |       | Вилијам Батлер Јејтс | Ирска     | енглески    | „за његову увек инспирисану поезије, која у високој уметничкој форми изражава дух читаве нације"                                                                        | поезија                 |
| 1924.  |       | Владислав Рејмонт    | Пољска    | пољски      | „за његов велики национални еп The Peasants" | роман                   |
| 1925.  |       | Џорџ Бернард Шо      | Ирска     | енглески    | „за његова дела која су обележена и идеализмом и човечанством, чија стимулативна сатира често садржи јединствену поетску лепоту"                                        | драма, есеј             |
| 1926.  |       | Грација Деледа       | Италија   | италијански | „за њена идеалистички инспирисана дела, који са пластичном јасношћу приказују живот на њеном родном острву и са дубином и саосећањем се баве људским проблемима уопште" | поезија, роман          |
| 1927.  |       | Анри Бергсон         | Француска | француски   | „у признању његових богатих и освежавајућих идеја и бриљантне вештине с којом су представљене"                                                                          | филозофска дела         |
| 1928.  |       | Сигрид Унсет         | Норвешка  | норвешки    | „првенствено због њених моћних описа северног живота током Средњег века"                                                                                                | роман                   |
| 1929.  |       | Томас Ман            | Немачка   | немачки     | „првенствено за његов велики роман, Буденброкови, који стално стиче све веће признање као једно од класичних дела савремене књижевности"                                | роман, приповетка, есеј |

### 1930-е
| Година | Слика | Име                     | Држава               | језик/ци    | Разлог (из званичног саопштења) | Књижевна врста             |
| ------ | ----- | ----------------------- | -------------------- | ----------- | --- | -------------------------- |
| 1930.  |       | Синклер Луис            | САД                  | енглески    | „за његову енергичну и живописну уметност описивања и способности да, с духовитошћу и хумором, ствара нове типове ликова”                  | роман, приповетка, драма   |
| 1931.  |       | Ерик Аксел Карлфелт     | Шведска              | швдска      | „за поезију Ерика Аксела Карлефелта” | поезија                    |
| 1932.  |       | Џон Голсворди           | Уједињено Краљевство | енглески    | „за његову истакнуту уметност приповедања, која достиже свој највиши облик у The Forsyte Saga”                                             | роман                      |
| 1933.  |       | Иван Алексејевич Буњин  | СССР                 | руски       | „за строги уметнички приступ којим је наставио класичне руске традиције у прозном писању”                                                  | приповетка, поезија, роман |
| 1934.  |       | Луиђи Пирандело         | Италија              | италијански | „за његово смело и иновативно обнављања драмске и сценске уметности”                                                                       | драма, роман, приповетка   |
| 1935.  |       | награда није додијељена |                      |             | |                            |
| 1936.  |       | Јуџин О’Нил             | САД                  | енглески    | „за снагу, искрености и дубоких емоција његових драмских дела, која оличавају оригиналну концепцију трагедије.”                            | драма                      |
| 1937.  |       | Роже Мартен ди Гар      | Француска            | француски   | „за уметничке снаге и истине с којом је приказао људски конфликт, као и неке основне аспекте савременог живота у свом роману Les Thibault” | роман                      |
| 1938.  |       | Перл Бак                | САД                  | енглески    | „за њене богате и заиста епске описе сеоског живота у Кини и због њених биографских ремек-дела”                                            | роман, биографија          |
| 1939.  |       | Франс Емил Силанпе      | Финска               | фински      | „за његово дубоког разумевања сељака своје земље и прелепе уметности с којом је приказао њихов начин живота и однос са природом”           | роман                      |

### 1940-е
| Година | Слика | Име                     | Држава                   | језик/ци  | Разлог (из званичног саопштења) | Књижевна врста              |
| ------ | ----- | ----------------------- | ------------------------ | --------- | --- | --------------------------- |
| 1940.  |       | награда није додијељена |                          |           | |                             |
| 1941.  |       | награда није додијељена |                          |           | |                             |
| 1942.  |       | награда није додијељена |                          |           | |                             |
| 1943.  |       | награда није додијељена |                          |           | |                             |
| 1944.  |       | Јоханес Вилхелм Јенсен  | Данска                   | дански    | „за ретку снагу и плодност његове поетске маште, у комбинацији са широком интелектуалном радозналошћу и смелим, свежим креативним стилом”                | роман, приповетка           |
| 1945.  |       | Габријела Мистрал       | Чиле                     | шпански   | „за њену лирску поезију, која, инспирисана снажним емоцијама, чини њено име симболом идеалистичких стремљења целог латиноамеричког света”                | поезија                     |
| 1946.  |       | Херман Хесе             | Немачка Швајцарска       | немачки   | „за његових инспирисаних дела, који, док расту у смелости и продорности, представљају класичне хуманитарне идеале и високе квалитете стила.              | роман, поезија              |
| 1947.  |       | Андре Жид               | Француска                | француски | „за његове свеобухватне и уметнички значајна дела, у којима су људски проблеми и услови представљени без страха за истином и дубоком психолошком увидом. | роман, есеј, драма, мемоари |
| 1948.  |       | Томас Стернс Елиот      | САД Уједињено Краљевство | енглески  | „за његов вансеријски, пионирски допринос данашњој поезији”                                                                                              | поезија, есеј, драма        |
| 1949.  |       | Вилијам Фокнер          | САД                      | енглески  | „за његов снажан и уметнички јединственог доприноса савременом америчком роману”                                                                         | роман, приповетка           |

### 1950-е
| Година | Слика | Име                 | Држава               | језик/ци    | Разлог (из званичног саопштења) | Књижевна врста                                  |
| ------ | ----- | ------------------- | -------------------- | ----------- | --- | ----------------------------------------------- |
| 1950.  |       | Бертранд Расел      | Уједињено Краљевство | енглески    | „као признање његових разноврсних и значајних дела у којима заступа хуманитарне идеале и слободу мисли”                                            | филозофска дела, есеј                           |
| 1951.  |       | Пер Лагерквист      | Шведска              | шведски     | „за уметничку снагу и истинску независност ума с којима у својој поезији настоји да пронађе одговоре на вечна питања која стоје пред човечанством” | поезија, роман, приповетка, драма               |
| 1952.  |       | Франсоа Моријак     | Француска            | француски   | „за дубоки духовни увид и уметнички интензитет којима је у својим романима продро у драму људског живота”                                          | роман, приповетка                               |
| 1953.  |       | Винстон Черчил      | Уједињено Краљевство | енглески    | „за његово мајсторско описивање историјског и биографског, као и за бриљантну реторику у одбрани узвишених људских вредности”                      | историографска дела, есеј, мемоари              |
| 1954.  |       | Ернест Хемингвеј    | САД                  | енглески    | „за његово мајсторство у уметности приповедања, које је недавно показао у делу Старац и море, и за утицај који је извршио на савремени стил”       | роман, приповетка, сценарио                     |
| 1955.  |       | Халдор Лакснес      | Исланд               | исландски   | „за његову живописну епску снагу, која је обновила велику уметност приповедања Исланда”                                                            | роман, приповетка, драма, поезија               |
| 1956.  |       | Хуан Рамон Хименез  | Шпанија              | шпански     | „за његову лирску поезију, која на шпанском језику представља пример узвишеног духа и уметничке чистоте”                                           | поезија, роман                                  |
| 1957.  |       | Албер Ками          | Француска            | француски   | „за његово важно књижевно стваралаштво, које са проницљивом озбиљношћу осветљава проблеме људске савести у нашем времену”                          | роман, приповетка, драма, филозофска дела, есеј |
| 1958.  |       | Борис Пастернак     | СССР                 | руски       | „за његово важно достигнуће како у савременој лирској поезији, тако и у области велике руске епске традиције”                                      | роман, поезија, преводи                         |
| 1959.  |       | Салваторе Квазимодо | Италија              | италијански | „за његову лирску поезију, која са класичном жаром изражава трагично искуство живота у нашем времену”                                              | поезија                                         |

### 1960-е
| Година | Слика | Име                           | Држава                  | језик/ци             | Разлог (из званичног саопштења) | Књижевна врста                                            |
| ------ | ----- | ----------------------------- | ----------------------- | -------------------- | --- | --------------------------------------------------------- |
| 1960.  |       | Сен Џон Перс                  | Француска               | француски            | „за узлете и инспиративну сликовитост његове поезије, која на визионарски начин одражава услове нашег времена”                        | поезија                                                   |
| 1961.  |       | Иво Андрић                    | Југославија             | српски               | „за епску снагу којом је обликовао мотиве и судбине из историје своје земље”                                                          | роман, приповетка                                         |
| 1962.  |       | Џон Стајнбек                  | САД                     | енглески             | „за његова реалистична и маштовита дела, који комбинују саосећајни хумор и оштро социјално сагледавање”                               | роман, приповетка, сценарио                               |
| 1963.  |       | Јоргос Сеферис                | Грчка                   | грчки                | „за његово угледно лирско стваралаштво, инспирисано дубоким осећајем за хеленски свет културе”                                        | поезија, есеј, мемоари                                    |
| 1964.  |       | Жан-Пол Сартр (одбио награду) | Француска               | француски            | „за његов рад, који је богат идејама и испуњен духом слободе и стремљењем ка истини, има далекосежан утицај на наше доба”             | филозофска дела, роман, драма, есеј, приповетка, сценарио |
| 1965.  |       | Михаил Шолохов                | СССР                    | руски                | „за уметничку снагу и интегритет којима је у свом епу о Дону изразио историјску фазу у животу руског народа”                          | роман                                                     |
| 1966.  |       | Шмуел Јосиф Агнон             | Израел                  | хебрејски            | „за његову дубоко карактеристичну приповедачку уметност с мотивима из живота јеврејског народа”                                       | роман, приповетка                                         |
| 1966.  |       | Нели Закс                     | Западна Немачка Шведска | немачки              | „за њено изузетно лирско и драмско стваралаштво, које тумачи судбину Израела са дирљивом снагом”                                      | поезија, драма                                            |
| 1967.  |       | Мигел Анхел Астуријас         | Гватемала               | шпански              | „за његово живописно књижевно достигнуће, дубоко укорењено у националним особинама и традицијама индијанских народа Латинске Америке” | роман, поезија                                            |
| 1968.  |       | Јасунари Кавабата             | Јапан                   | јапански             | „за његово приповедачко мајсторство, које са великим сензибилитетом изражава суштину јапанског ума”                                   | роман, приповетка                                         |
| 1969.  |       | Самјуел Бекет                 | Ирска                   | енглески / француски | „за његово писање, које – у новим облицима романа и драме – у оскудици модерног човека стиче своју узвишеност”                        | роман, драма, поезија                                     |

### 1970-е
| Година | Слика | Име                   | Држава          | језик/ци    | Разлог (из званичног саопштења) | Књижевна врста             |
| ------ | ----- | --------------------- | --------------- | ----------- | --- | -------------------------- |
| 1970.  |       | Александар Солжењицин | СССР            | руски       | „за етичку снагу с којом је следио неизбежне традиције руске књижевности” | роман, есеј, приповетка    |
| 1971.  |       | Пабло Неруда          | Чиле            | шпански     | „за поезију која, са деловањем елементарне силе, оживљава судбину и снове континента”                                                                                                   | поезија                    |
| 1972.  |       | Хајнрих Бел           | Западна Немачка | немачки     | „за његово стваралаштво, које кроз комбинацију широког погледа на своје време и осетљивог умећа у карактеризацији доприноси обнови немачке књижевности”                                 | роман, приповетка          |
| 1973.  |       | Патрик Вајт           | Аустралија      | енглески    | „за епску и психолошку приповедачку уметност, која је књижевности представила нови континент”                                                                                           | роман, приповетка, драма   |
| 1974.  |       | Ејвинд Јонсон         | Шведска         | шведски     | „за приповедачку уметност, далекосежну у земље и епохе, а у служби слободе” | роман                      |
| 1974.  |       | Хари Мартинсон        | Шведска         | шведски     | „за дела која хватају росу и одражавају космос” | поезија, роман, драма      |
| 1975.  |       | Еуђенио Монтале       | Италија         | италијански | „за његову специфичну поезију, која је са великом уметничком осетљивошћу тумачила људске вредности под знаком погледа на живот без илузија”                                             | поезија                    |
| 1976.  |       | Сол Белоу             | Канада САД      | енглески    | „за људско разумевање и суптилну анализу савремене културе које су комбиноване у његовом раду”                                                                                          | роман, приповетка          |
| 1977.  |       | Висенте Александре    | Шпанија         | шпански     | „за креативно поетско стваралаштво, које осветљава човеково стање у космосу и у тренутном друштву, истовремено представљајући велико обнављање традиција шпанске поезије између ратова” | поезија                    |
| 1978.  |       | Исак Башевис Сингер   | Пољска САД      | јидиш       | „за његову страствену приповедачку уметност која, са коренима у пољско-јеврејској културној традицији, оживљава универзалне људске услове”                                              | роман, приповетка, мемоари |
| 1979.  |       | Одисеас Елитис        | Грчка           | грчки       | „за његову поезију, која, насупрот грчкој традицији, с чулном снагом и интелектуалном проницљивошћу осликава савременикову борбу за слободу и креативност”                              | поезија, есеј              |

### 1980-е
| Година | Слика | Име                     | Држава               | језик/ци       | Разлог (из званичног саопштења) | Књижевна врста                   |
| ------ | ----- | ----------------------- | -------------------- | -------------- | --- | -------------------------------- |
| 1980.  |       | Чеслав Милош            | Пољска САД           | пољски         | „који с непомирљивом јасноћом изражава човеково изложено стање у свету озбиљних конфликата”                                                                        | поезија, роман, есеј             |
| 1981.  |       | Елијас Канети           | Уједињено Краљевство | немачки        | „за писање обележено широким видиком, богатством идеја и уметничком снагом”                                                                                        | роман, драма, мемоари, есеј      |
| 1982.  |       | Габријел Гарсија Маркес | Колумбија            | шпански        | „за његове романе и кратких прича, у којима се фантастично и реалистично комбинују у богато састављеном свету маште, одражавајући живот и конфликте континента”    | роман, приповетка, сценарио      |
| 1983.  |       | Вилијам Голдинг         | Уједињено Краљевство | енглески       | „за његове романе, који, са проницљивошћу реалистичке наративне уметности и разноврсношћу и универзалношћу мита, осветљавају људско стање у данашњем свету”        | роман, поезија, драма            |
| 1984.  |       | Јарослав Зајферт        | Чехословачка         | чешки          | „за његову поезију, која, обогаћена свежином и богатом иновативношћу, пружа ослободилачку слику непобедивог духа и свестраности човека”                            | поезија                          |
| 1985.  |       | Клод Симон              | Француска            | француски      | „који у свом роману комбинује креативност песника и сликара са дубљим сазнањем о времену у приказу људског стања”                                                  | роман, есеј                      |
| 1986.  |       | Воле Сојинка            | Нигерија             | енглески       | „који у широкој културној перспективи и са поетским тоновима обликује драму постојања”                                                                             | драма, роман, поезија, сценарио  |
| 1987.  |       | Јосиф Бродски           | Русија САД           | руски/енглески | „за свеобухватно ауторско дела, испуњеног јасноћом мисли и поетском интензитетом”                                                                                  | поезија, есеј                    |
| 1988.  |       | Нагиб Махфуз            | Египат               | арапски        | „који је кроз дела богата нијансама – сад јасно реалистична, сад евокативно двосмислена – створио арапску наративну уметност која се односи на читаво човечанство” | роман, приповетка                |
| 1989.  |       | Камило Хосе Села        | Шпанија              | шпански        | „за богату и интензивну прозу, која са уздржаним саосећањем формира изазовну визију човекове рањивости”                                                            | роман, приповетка, есеј, поезија |

### 1990-е
| Година | Слика | Име               | Држава              | језик/ци    | Разлог (из званичног саопштења) | Књижевна врста                 |
| ------ | ----- | ----------------- | ------------------- | ----------- | --- | ------------------------------ |
| 1990.  |       | Октавио Паз       | Мексико             | шпански     | „за страствено писање са широким хоризонтима, обележеног сензитивном интелигенцијом и хуманистичком интегритетом”                         | поезија, есеј                  |
| 1991.  |       | Надин Гордимер    | Јужна Африка        | енглески    | „која је, кроз своје величанствено епско писање, - речима Алфреда Нобела - била од велике користи човечанству”                            | роман, приповетка, есеј, драма |
| 1992.  |       | Дерек Волкот      | Света Луција        | енглески    | „за поетски опуса велике светлости, потпомогнутог историјском визијом, резултатом мултикултуралне посвећености”                           | поезија, драма                 |
| 1993.  |       | Тони Морисон      | САД                 | енглески    | „који у романима обележеним визионарском снагом и поетским значењем даје живот суштинском аспекту америчке реалности”                     | роман, есеј                    |
| 1994.  |       | Кензабуро Ое      | Јапан               | јапански    | „који поетском снагом ствара измаштани свет, где се живот и мит кондензују у збуњујућу слику људске ситуације данас”                      | роман, приповетка, есеј        |
| 1995.  |       | Шејмус Хини       | Северна Ирска Ирска | енглески    | „за дела лирске лепоте и етичке дубине, која узносе свакодневне чуда и живу прошлост”                                                     | поезија, драма, преводи, есеј  |
| 1996.  |       | Вислава Шимборска | Пољска              | пољски      | „за поезију која, са ироничном прецизношћу, омогућава да историјски и биолошки контекст изађе на површину у фрагментима људске реалности” | поезија, есеј, преводи         |
| 1997.  |       | Дарио Фо          | Италија             | италијански | „који имитира дворске луде из Средњег века ради кажњавања власти и одржавању достојанства угњетаваних”                                    | драма, текстови песама         |
| 1998.  |       | Жозе Сарамаго     | Португал            | португалски | „који нам параболама потпомогнутим маштом, саосећањем и иронијом, стално омогућава да поново схватимо неухватљиву реалност”               | роман, драма, поезија          |
| 1999.  |       | Гинтер Грас       | Немачка             | немачки     | „чије веселе црне приче приказују заборављено лице историје.”                                                                             | роман, драма, поезија, есеј    |

### 2000-е
| Година | Слика | Име                         | Држава                                 | језик/ци  | Разлог (из званичног саопштења) | Књижевна врста                                                  |
| ------ | ----- | --------------------------- | -------------------------------------- | --------- | --- | --------------------------------------------------------------- |
| 2000.  |       | Гао Сингђен                 | Кина Француска                         | кинески   | „за опус универзалне валидности, горких увида и језичке генијалности, који је отворио нове путеве кинеском роману и драми”                                             | роман, драма, есеј                                              |
| 2001.  |       | Видјадар Сураџпрасад Најпол | Тринидад и Тобаго Уједињено Краљевство | енглески  | „зато што је објединио перцептивну нарацију и непоколебљиву анализу у делима која нас приморавају да видимо присуство потиснутих повести”                              | роман, есеј                                                     |
| 2002.  |       | Имре Кертес                 | Мађарска                               | мађарски  | „у свом делу устаје у одбрану крхког искуства појединца пред варварском арбитрарношћу историје”                                                                        | роман                                                           |
| 2003.  |       | Џон Максвел Куци            | Јужна Африка Аустралија                | енглески  | „који у безбројним облицима приказује изненађујућу инволвираност аутсајдера.”                                                                                          | роман, есеј, преводи                                            |
| 2004.  |       | Елфриде Јелинек             | Аустрија                               | немачки   | „за њен музички ток гласова и контрагласова у романима и делима који, са изузетном језичком пажњом, откривају апсурдност друштвених клишеа и њихову потчињавајућу моћ” | роман, драма                                                    |
| 2005.  |       | Харолд Пинтер               | Уједињено Краљевство                   | енглески  | „у својим драмама открива понор испред свакодневних чаврљања и пробија улаз у затворене собе угњетавања”                                                               | драма, сценарио, поезија                                        |
| 2006.  |       | Орхан Памук                 | Турска                                 | турски    | „који је, у потрази за меланхоличном душом свог родног града, Истанбул, пронашао нове симболе судара и преплитања различитих култура”                                  | роман, сценарио, аутобиографија, есеј                           |
| 2007.  |       | Дорис Лесинг                | Уједињено Краљевство                   | енглески  | „епског наративног дара о женском искуству, која са скептицизмом, страшћу и визионарском снагом посматра цивилизацију”                                                 | роман, приповетка, мемоари/аутобиографија, драма, поезија, есеј |
| 2008.  |       | Жан Мари Гистав ле Клезио   | Француска                              | француски | „аутор нових одредишта, поетске авантуре и сензуалне екстазе, истраживач човечанства изван и испод владајуће цивилизације”                                             | роман, приповетка, есеј, преводи                                |
| 2009.  |       | Херта Милер                 | Немачка Румунија                       | немачки   | „концентрисаношћу своје поезије и искреношћу прозе описује крајолике обесправљених”                                                                                    | роман, приповетка, поезија, есеј                                |

### 2010-е
| Година | Слика | Име                  | Држава                    | језик/ци  | Разлог (из званичног саопштења)                                                                                  | Књижевна врста                                    |
| ------ | ----- | -------------------- | ------------------------- | --------- | --- | ------------------------------------------------- |
| 2010.  |       | Марио Варгас Љоса    | Перу                      | шпански   | „за његову картографију структура моћи и његових јарких слика отпора, револта и пораза појединца”                | роман, приповетка, есеј, драма, мемоари           |
| 2011.  |       | Томас Транстремер    | Шведска                   | шведски   | „зато што нам кроз његове згуснуте, прозрачне слике, даје свјежи приступ стварности”                             | поезија, преводи                                  |
| 2012.  |       | Мо Јен               | Кина                      | кинески   | „који са халуцинаторним реализмом спаја народне приче, историју и савременост”                                   | роман, приповетка                                 |
| 2013.  |       | Алис Манро           | Канада                    | енглески  | „мајстору савремене кратке приче”                                                                                | приповетка                                        |
| 2014.  |       | Патрик Модијано      | Француска                 | француски | „за уметност памћења којом је евоцирао најмање схваћене људске судбине и открио живот током немачке окупације”   | роман, сценарио                                   |
| 2015.  |       | Светлана Алексијевич | Белорусија                | руски     | „за њенa полифонa дела, споменик страдању и храбрости у нашем времену”                                           | историографска дела, есеј                         |
| 2016.  |       | Боб Дилан            | Сједињене Америчке Државе | енглески  | „за стварање новог поетског изражаја у оквиру изванредне америчке песничке традиције”                            | поезија, текстови песама                          |
| 2017.  |       | Казуо Ишигуро        | Уједињено Краљевство      | енглески  | „који је, у романима велике емоционалне снаге, открио понор испод нашег илузорног осећаја повезаности са светом” | роман, сценарио, приповетка                       |
| 2018.  |       | Олга Токарчук        | Пољска                    | пољски    | „за наративну имагинацију која са енциклопедијском страшћу представља прелазак граница као облик живота”         | роман, приповетка, поезија, есеј, сценарио        |
| 2019.  |       | Петер Хандке         | Аустрија                  | немачки   | „заг утицајног дјело које, са језичком досјетљивошћу, истражује периферију и специфичност људског искуства”      | роман, приповетка, драма, есеј, преводи, сценарио |

### 2020-е
| Година | Слика | Име              | Држава               | језик/ци  | Разлог (из званичног саопштења)                                                                                  | Књижевна врста              |
| ------ | ----- | ---------------- | -------------------- | --------- | --- | --------------------------- |
| 2020.  |       | Луиз Глик        | САД                  | енглески  | „за њене недвосмисленог поетског гласа који, са строгом лепотом, чини постојање индивидуе универзалним”          | поезија, есеј               |
| 2021.  |       | Абдулразак Гурна | Уједињено Краљевство | енглески  | „за његов саосећајни продора у последице колонијализма и судбину избеглице у различитим културама и континената” | роман, приповетка, есеј     |
| 2022.  |       | Ани Ерно         | Француска            | француски | „за храброст и клиничке оштрине с којом открива корене, удаљености и колективна ограничења личне меморије”       | мемоари, роман              |
| 2023.  |       | Јун Фосе         | Норвешка             | норвешки  | „за његове иновативне драмске комаде и прозу која дају глас неизрецивом”                                         | драма, роман, поезија, есеј |
| 2024.  |       | Хан Канг         | Јужна Кореја         | корејски  | „за њену интензивну прозу која се суочава са историјским траумама и обелодањује рањивост људског живота”         | роман, приповетка, поезија  |

## Статистике

### По земљама
Стотину и двадесет један добитник Нобелове награде за књижевност од 1901. до 2024. су били из наредних држава:
| Држава       | Број |
| ------------ | ---- |
| Француска    | 16   |
| САД          | 13   |
| УК           | 13   |
| Њемачка      | 9    |
| Шведска      | 8    |
| Пољска       | 6    |
| Шпанија      | 6    |
| Италија      | 6    |
| Русија/СССР/ | 5    |
| Ирска        | 4    |
| Норвешка     | 4    |
| Данска       | 3    |
| Аустрија     | 2    |
| Чиле         | 2    |
| Грчка        | 2    |
| Јапан        | 2    |
| Јужна Африка | 2    |
| Швајцарска   | 2    |
| Кина         | 2    |
| Аустралија   | 1    |
| Белорусија   | 1    |
| Белгија      | 1    |
| Бугарска     | 1    |
| Канадска     | 1    |
| Колумбија    | 1    |
| Чехословачка | 1    |
| Египат       | 1    |
| Финска       | 1    |
| Гватемала    | 1    |
| Мађарска     | 1    |
| Исланд       | 1    |
| Индија       | 1    |
| Израел       | 1    |
| Маурицијус   | 1    |
| Мексико      | 1    |
| Нигерија     | 1    |
| Перу         | 1    |
| Португал     | 1    |
| Румунија     | 1    |
| Света Луција | 1    |
| Јужна Кореја | 1    |
| Танзанија    | 1    |
| Турска       | 1    |
| Југославија  | 1    |

### По језику дјела
| Језик          | Број     |
| -------------- | -------- |
| Енглески       | 29 (32)* |
| Француски      | 16       |
| Њемачки        | 14 (15)* |
| Шпански        | 11       |
| Шведски        | 7        |
| Италијански    | 6        |
| Руски          | 6        |
| Пољски         | 5        |
| Норвешки       | 4        |
| Дански         | 3        |
| Кинески        | 2        |
| Грчки          | 2        |
| Јапански       | 2        |
| Арапски        | 1        |
| Бенгалски      | 1        |
| Чешки          | 1        |
| Фински         | 1        |
| Хебрејски      | 1        |
| Мађарски       | 1        |
| Корејски       | 1        |
| Исландски      | 1        |
| Окситански     | 1        |
| Португалски    | 1        |
| Српскохрватски | 1        |
| Турски         | 1        |
| Јидиш          | 1        |

- Рабиндранат Тагоре (Нобелова награда за књижевност 1913) писао је на бенгалском и енглеском, Самјуел Бекет (Нобелова награда за књижевност 1969) писао је на француском и енглеском, а Јосиф Бродски (Нобелова награда за књижевност 1987) писао је поезију на руском и прозу на енглеском. Ова три нобеловца су разврстана под: бенгалски, француски и руски.
- Карл Адолф Гјелеруп (Нобелова награда за књижевност 1917) писао је на данском и немачком.

### По роду
Стотину и двадесет један добитник Нобелове награде за књижевност од 1901. до 2024. су били сљедећег рода:
| Деценија  | М   | Ж  |
| --------- | --- | -- |
| 1900–1909 | 9   | 1  |
| 1910–1919 | 9   | 0  |
| 1920–1929 | 8   | 2  |
| 1930–1939 | 8   | 1  |
| 1940–1949 | 5   | 1  |
| 1950–1959 | 10  | 0  |
| 1960–1969 | 10  | 1  |
| 1970–1979 | 11  | 0  |
| 1980–1989 | 10  | 0  |
| 1990–1999 | 7   | 3  |
| 2000–2009 | 7   | 3  |
| 2010–2019 | 7   | 3  |
| 2020–2029 | 2   | 3  |
| Укупно    | 103 | 18 |